# Nieuwe schepsel
Het nieuwe schepsel (Gr. καινὴ κτίσις, lat. nova creatura) is een begrip uit de brieven van de apostel Paulus.
2 Korintiërs 5:17 "Zo dan, indien iemand in Christus is, die is een nieuw schepsel; het oude is voorbijgegaan, ziet, het is alles nieuw geworden." (Statenvertaling)
Het nieuwe schepsel was een gemeenschappelijk thema in het piëtisme.